# 2006年4月民主党代表選挙
2006年4月民主党代表選挙（2006ねん4がつみんしゅとうだいひょうせんきょ）は、前原誠司前代表が「堀江メール問題」の責任を取り辞任したことを受け、2006年4月7日に開催された両院議員総会にて後任代表を選出するために実施された選挙である。本選挙では、前副代表の小沢一郎が119票を獲得し、菅直人（72票）を破って第6代代表に選出された。

## 概説
2006年3月31日、両院議員総会で前原誠司代表は「堀江メール問題」の責任を取り、党代表を辞任した。同年4月3日、「両院議員総会方式」による選出に関する特例規則が承認され、4月7日に後任代表選挙が行われた。

## 党代表選データ

### 日程
- 4月3日 - 2006年4月民主党代表選挙実施の公告
- 4月7日 - 立候補受付・両院議員総会（投開票）

### 選挙制度
本選挙は、党員・サポーターの投票を行わない両院議員総会方式の特例選挙であり、党所属の国会議員のみが投票権を有した。

### 選挙人
| 種別       | 人数  |
| ---------- | ----- |
| 衆議院議員 | 111人 |
| 参議院議員 | 81人  |
| 合計       | 192人 |

### 推薦人
| 候補者 | 菅直人     | 小沢一郎 |
| ------ | ---------- | -------- |
| 推薦人 | 荒井聰     | 赤松広隆 |
| 推薦人 | 郡和子     | 石関貴史 |
| 推薦人 | 寺田学     | 岩國哲人 |
| 推薦人 | 細川律夫   | 大畠章宏 |
| 推薦人 | 末松義規   | 奥村展三 |
| 推薦人 | 加藤公一   | 小沢鋭仁 |
| 推薦人 | 西村智奈美 | 鈴木克昌 |
| 推薦人 | 笹木竜三   | 高木義明 |
| 推薦人 | 土肥隆一   | 筒井信隆 |
| 推薦人 | 津村啓介   | 仲野博子 |
| 推薦人 | 柚木道義   | 長安豊   |
| 推薦人 | 平岡秀夫   | 鉢呂吉雄 |
| 推薦人 | 岡崎トミ子 | 伴野豊   |
| 推薦人 | 小川敏夫   | 三井辨雄 |
| 推薦人 | 山下八洲夫 | 山田正彦 |
| 推薦人 | 江田五月   | 笠浩史   |
| 推薦人 | 犬塚直史   | 今泉昭   |
| 推薦人 | 朝日俊弘   | 尾立源幸 |
| 推薦人 | 伊藤基隆   | 佐藤泰介 |
| 推薦人 | 家西悟     | 下田敦子 |
| 推薦人 | 藤末健三   | 千葉景子 |
| 推薦人 | 円より子   | 前田武志 |
| 推薦人 | 森裕子     |          |
| 推薦人 | 柳澤光美   |          |
| 推薦人 | 簗瀬進     |          |

## 選挙の結果
2006年4月7日の両院議員総会で行われた投開票の結果、投票総数191票のうち有効票191票で、小沢一郎が119票を獲得し、菅直人（72票）を破って第6代代表に選出された。
|          | 得票数 |
| -------- | ------ |
| 小沢一郎 | 119票  |
| 菅直人   | 72票   |

（欠席：1）